# Medea (opera, Börtz)
Medea är en svensk opera i två akter av Daniel Börtz. Libretto av tonsättaren i samarbete med Agneta Pleijel och Jan Stolpe efter Euripides drama Medea.

## Historia
Börtz blev förtjust i Medea redan under arbetet med Backanterna 1990 men han tyckte inte att Hjalmar Gullbergs lyriska översättning fungerade i den dramatiska kontexten. Först i och med Agneta Pleijels och Jan Stolpes nyöversättning till Lennart Hjulströms uppsättning på Dramaten 1995 med Stina Ekblad i titelrollen väcktes åter idén att göra något av texten. Operan uruppfördes på Kungliga Operan i Stockholm 23 januari 2016 dirigerad av Patrik Ringborg och i regi av Stefan Larsson.

## Personer
| Roller                      | Stämma        | Rollbesättning vid premiären 23 januari 2016. Dirigent Patrik Ringborg |
| --------------------------- | ------------- | ---------------------------------------------------------------------- |
| Medea                       | Sopran        | Emma Vetter                                                            |
| Jason                       | Baryton       | Karl-Magnus Fredriksson                                                |
| Amman                       | Mezzosopran   | Marianne Eklöf                                                         |
| Barnens vårdare             | Mezzosopran   | Susann Végh                                                            |
| Kung Kreon, kung av Korinth | Bas           | John Erik Eleby                                                        |
| Aigeus                      | Tenor         | Niklas Björling Rygert                                                 |
| Den okända unga kvinnan     | Mezzosopran   | Johanna Rudström                                                       |
| Budbäraren                  | Talroll       | Jonas Malmsjö                                                          |
| Medeas barn                 | Stumma roller |                                                                        |

## Handling
Akt I
Medea har tillsammans med Jason flytt från Kolchis och befinner sig som flykting i Korinth. Nu har Jason brutit upp från äktenskapet och lämnat Medea och barnen för att gifta sig med kung Kreons dotter. Medea är förkrossad. Kung Kreon kommer och meddelar att hon och barnen omedelbart måste lämna landet. Han är rädd att Medea kan skada hans dotter. Medea vädjar och lyckas övertala Kreon att få stanna en enda dag för att ordna ett hem för barnen. Amman och kvinnorna i Korinth försöker trösta Medea som är förtvivlad. Jason kommer och försöker skyla över det som har hänt, och menar att giftermålet även kommer att gynna Medea och barnen. Medea blir rasande och visar ut honom. Aigeus, Pandions son från Athen, har varit hos oraklet i Delfi för att undersöka hur han kan få barn. Medea berättar för honom att Jason har lämnat henne och att hon och barnen landsförvisats ut Korinth. Hon lovar att hjälpa Aigeus mot att han ger henne asyl i Athen. Aigeus accepterar och svär en ed på att hålla sitt löfte till henne. Medea är nu besatt av tanken på hämnd. Innan hon lämnar landet ska hon låta sina barn överlämna en bröllopsgåva till kungadottern, en slöja och guldkrans bestrukna med dödligt gift. Sedan ska hon döda barnen. En värre hämnd för Jasons otrohet finns inte. Amman och de andra kvinnorna fasar inför hennes ord.
Akt II
Medea har bett Jason komma. Hon har nu ändrat sig, säger hon, och accepterar att Jason ska gifta sig med en annan. Hon vill att han och hans nya hustru ska ta hand om barnen. Hon föreslår att de två sönerna ska överlämna en gåva till den blivande bruden. Gåvan ska göra kungadottern välvilligt inställd och få Kreon att låta barnen stanna. Jason är förvånad men lättad och går med på förslaget. Sönerna återvänder från palatset och deras vårdare berättat att gåvorna överlämnats och tagits väl emot. Medea vill inte lyssna. Den handling som hon nu måste utföra är den svåraste och hon tvekar.
En budbärare anländer från palatset. Han beskriver hur Kreon och hans dotter dött en plågsam död av Medeas gift, nu är vakterna på väg. Han uppmanar Medea att omedelbart lämna landet. Medea lyssnar lugnt och låter budbäraren gå. 'Det jag ska göra är beslutat. Döda barnen, sedan fly. Dröjer jag lämnas barnen ut att mördas av en hand mer grym än min: det vill jag inte!' Hon går in till barnen och kort därefter hörs hemska skrik inifrån huset. Ovetande om att barnen redan är döda kommer Jason för att rädda dem undan kung Kreons män. Amman berättar vad som hänt. Jason kan först inte fatta vad Amman säger, men sjunker sedan ned förtvivlad. Medea kommer ut ur huset och Jason ber henne att få se och röra vid barnen en sista gång. Hon svarar att han aldrig kommer röra vid henne eller deras barn igen.